# Пиотровский, Адриан Иванович
Адриа́н Ива́нович Пиотро́вский (8 [20] ноября 1898, Вильна — 21 ноября 1937, Ленинград) — русский советский переводчик, филолог и драматург, литературовед, театральный критик, киновед. Художественный руководитель киностудии «Ленфильм». Заслуженный деятель искусств РСФСР (1935).

## Биография
Родился 20 ноября 1898 года, по одним данным, в Вильно, по другим — в Дрездене. Родителями Пиотровского были Фаддей Францевич Зелинский и Вера Викторовна Петухова, которая училась на Бестужевских женских курсах, где Зелинский читал лекции по античной литературе. Внебрачный ребёнок был усыновлён сестрой Петуховой Евгенией Викторовной и её мужем Иваном Осиповичем Пиотровским, от которых получил фамилию и отчество. О своем истинном происхождении Адриан узнал ещё в отрочестве.
В 1908—1916 годах учился в знаменитой немецкой гимназии Петришуле. В 1916 году поступил на отделение классической филологии филологического факультета Петроградского университета, который окончил в 1923 году. Ещё в студенческие годы выступал в качестве переводчика древних авторов. Он перевёл с древнегреческого элегии Феогнида, все сохранившиеся комедии Аристофана, все сохранившиеся трагедии Эсхила, «Царь Эдип» Софокла, «Ипполит» Еврипида, «Третейский суд» Менандра; с латыни — «Сатирикон» Петрония, комедии Плавта, «Книга лирики» Катулла.
В 1924 году возглавил художественный отдел ленинградского Губполитпросвета и руководил художественной самодеятельностью города, в том же году стал директором Высших государственных курсов искусствоведения при ГИИИ, где читал лекции по истории античного театра и социологии искусства.
В 1920—1930-х годах был также занят организаторской культурной работой, выступал в качестве исследователя искусства, театрального критика, драматурга, либреттиста, был одним из авторов либретто балета «Светлый ручей» Дмитрия Шостаковича.
Заведовал литературной частью Большого драматического театра, Ленинградского ТРАМа, Малого оперного театра.
В 1928—1937 годах — художественный руководитель Ленинградской фабрики «Совкино» (c 1934 года — «Ленфильм»). Фактически руководитель творческого процесса на студии, он пользовался авторитетом, был инициатором многих начинаний. Например, из заметки в «Красной газете» об академике Тимирязеве родилась кинолента «Депутат Балтики». Написание сценария поручили автору повестей Леониду Рахманову, постановку и главную роль тоже отдали молодым:
Все кандидатуры на первый взгляд выглядят несерьёзно, если не абсурдно: никому не известный автор, артист, прославившийся потешным эксцентрическим номером — танцем-пародией «Пат, Паташон и Чарли Чаплин», и «мальчики» — Хейфиц и Зархи, только что дебютировавшие скромной комедией «Горячие денёчки». Однако так была придумана одна из лучших картин советского кино «Депутат Балтики».Леонид Агранович, «Искусство кино» № 10. 2008
10 июля 1937 года был арестован по обвинению в шпионаже и диверсии. 15 ноября 1937 года комиссией НКВД и Прокуратуры СССР был приговорён к расстрелу по статье 58-6-7 УК РСФСР и расстрелян 21 ноября 1937 года.
25 июля 1957 года был реабилитирован посмертно.
В течение многих лет его переводческие труды выходили без указания имени, прочие работы не переиздавались; в 1969 году был издан сборник его статей с воспоминаниями современников.

## Труды

### Переводы
- из Аристофана (парабаса из «Всадников» и «Собачий процесс» из «Ос») // «Древнегреческая литература эпохи независимости». — Пг.: 1920
- Элегии Феогнида (1922)
- Петроний. Сатирикон (1924)
- Апулей. Золотой осел (1929)
- из Плавта (1935)
- Катулл. Книга лирики (1928)
- Аристофан. Комедии. — Л.: «Academia», 1934
- все трагедии Эсхила (1937)
- Софокл. Царь Эдип // Древнегреческая драма (1937)
- Еврипид. Ипполит // Древнегреческая драма (1937)
- Менандр. Третейский суд // Древнегреческая драма (1937)
- Аристофан. Комедии. Фрагменты. — М.: «Ладомир», 2000
- Эрнст Толлер. Драмы

### Драматические произведения
- Меч мира. Праздничное зрелище. П., 1921.
- Падение Елены Лэй Архивная копия от 27 сентября 2007 на Wayback Machine Драма, П., Academia, 1923.
- Парижская коммуна. Инсценировка. Л., 1924.
- Смерть командарма. Драма. Л., «Кооперация», 1925.
- Дуняха-тонкопряха. Рабочая оперетта. М. 1926, совместно с Толмачёв, Д. Толмачёвым.
- Светлый ручей (либретто балета), совместно с Ф. Лопуховым.
- Чёртово колесо (киносценарий, фильм поставлен Г. Козинцевым и Л. Траубергом в 1926 г.).
- Турбина № 3 («Победители ночи», «Электро») (киносценарий, фильм поставлен в 1927 г.).
- Ромео и Джульетта (либретто балета, поставлен в 1940 г.), совместно с С. С. Прокофьевым, С. Радловым, Л. Лавровским.

### Монографии, сборники и статьи
- Пиотровский А. И. Античный театр: Театр Древней Греции и Рима Архивная копия от 20 декабря 2008 на Wayback Machine // Очерки по истории европейского театра / Под редакцией А. А. Гвоздева и А. А. Смирнова. Пб.: Academia, 1923. С.7-54.
- Пиотровский А. И. За советский театр! [: Сб. ст.] Л., 1925.
- Пиотровский А. И. Кинофикация искусств, Л., 1929.
- Пиотровский А. И., Гвоздев А. А. История европейского театра. Античный театр. Театр эпохи феодализма, М.— Л., 1931. Т. 1.
- Пиотровский А. И., Гвоздев А. А. Петроградские театры и празднества в эпоху военного коммунизма Архивная копия от 10 марта 2016 на Wayback Machine // История советского театра. Л., 1933. Т. 1.
- Адриан Пиотровский. Театр. Кино. Жизнь Архивная копия от 3 декабря 2013 на Wayback Machine. Л.: Искусство, 1969. — 512 c.